# Notwehr (Österreich)
Notwehr ist in Österreich in § 3 StGB geregelt. Es ist erlaubt, sich der Verteidigung zu bedienen, die notwendig ist, um einen gegenwärtigen oder unmittelbar drohenden rechtswidrigen Angriff auf Leben, Gesundheit, körperliche Unversehrtheit, Freiheit oder Vermögen von sich oder einem anderen abzuwehren. Die Handlung ist jedoch nicht gerechtfertigt, wenn es offensichtlich ist, dass dem Angegriffenen bloß ein geringer Nachteil droht und die Verteidigung, insbesondere wegen der Schwere der zur Abwehr nötigen Beeinträchtigung des Angreifers, unangemessen ist.
Notwehrüberschreitung (Notwehrexzess), die lediglich aus Bestürzung, Furcht oder Schrecken geschieht, ist nur dann strafbar, wenn die Überschreitung auf Fahrlässigkeit beruht und die fahrlässige Handlung mit Strafe bedroht ist.